# Социал-демократическая партия (Нидерланды)

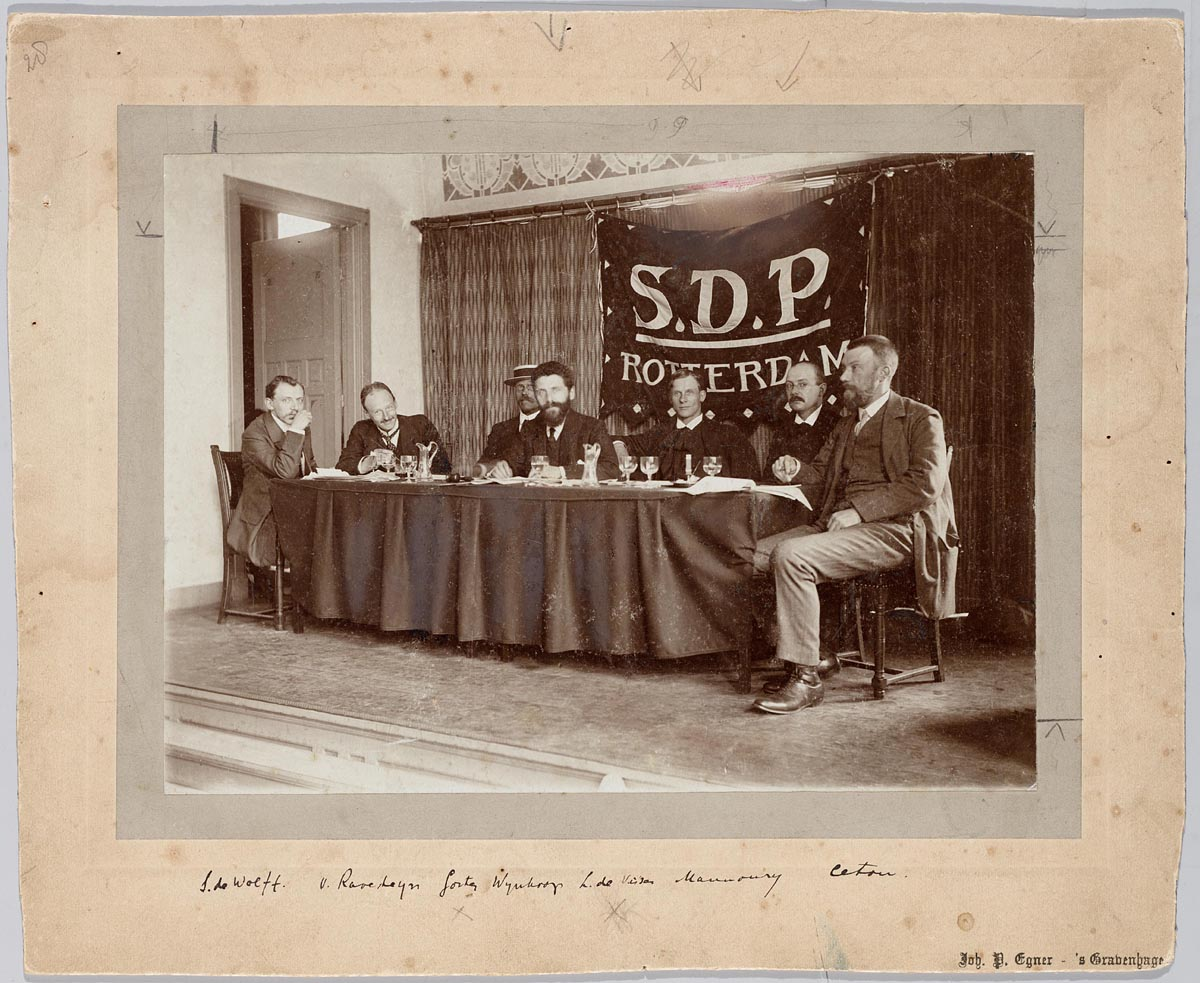
Съезд СДП в Роттердаме, 1911 год. Третий и четвёртый слева — Герман Гортер и Давид Вейнкоп

Социал-демократическая партия (нидерл. Sociaal Democratische Partij) — радикальная левая политическая партия Нидерландов начала XX века. Была образована группой «трибунистов» как революционно-социалистический откол от Социал-демократической рабочей партии Нидерландов 14 марта 1909 года, в ноябре 1918 года преобразована в Коммунистическую партию Голландии.

## История

### Раскол социал-демократии
В 1907 году внутри Голландской социал-демократической рабочей партии (СДРПН) обострилась напряженность между руководством, ориентированным на ревизионистскую идеологию и парламентаристскую и реформистскую стратегию, и левым крылом партии — революционными марксистами, группировавшимися вокруг журнала De Tribune («Трибюне»). Причастные к нему, так называемые «трибунисты» — Ян Корнелис Сетон, Давид Вайнкоп, Герман Гортер, Антон Паннекук, Генриетта Роланд-Голст — всё чаще критиковали партийную верхушку за оппортунизм.
На партийном съезде в Девентере, состоявшемся 14 февраля 1909 года, руководство социал-демократической партии потребовало прекратить публикации в «De Tribune» под угрозой исключения его редакции из партийных рядов. Члены редакции Вайнкоп и Сетон, а также их сторонники, включая астронома Антона Паннекука, поэта Германа Гортера и математика Геррита Маннури, были исключены и сформировали самостоятельную партию.
Таким образом, голландское социалистическое движение стало первым из западноевропейских, где раскол на умеренно-реформистскую социал-демократию и революционный марксизм был организационно оформлен ещё до Первой мировой войны и революции 1917 года в России, как в РСДРП в России (меньшевики и большевики) и БРСДП в Болгарии («широкие» и «тесняки»).

### Учреждение новой партии
Учредительный съезд новой силы под названием Социал-демократическая партия проходил в Амстердаме. Съезд избрал первым председателем Давида Вайнкопа, вторым — Л. де Виссера и утвердила «De Tribune» в качестве печатного органа партии. Тогда в неё вошли около 400 левых социал-демократов, который представляли Амстердам (160), Роттердам (65), Гаагу (45), Лейден (56), Утрехт (25), Бюссюм (15). Позже к ней присоединились Роланд-Голст (в мае 1916 года со своим Революционным социалистическим союзом) и Хенк Сневлит, сыгравшие важную роль в левом движении. Численность СДПН медленно росла с 500 человек в 1909 до 1089 в 1918 году.
В 1912 году СДП приняла Программу принципов, ставившую задачу завоевания политической власти рабочим классом. Она вела борьбу за всеобщее избирательное право, участвовала в стачечном движении и поддерживала антиколониальные движения, добиваясь предоставления независимости Индонезии.

### Антивоенная позиция
В 1910-е годы между СДРП и СДП шла борьба, усилившаяся с началом Первой мировой войны в 1914 году. Тогда как «трибунисты» выступили против войны как империалистической и подняли лозунг вооружения народа для осуществления социалистической революции, руководство «старой» социал-демократической партии провозгласило «гражданский мир», а парламентская фракция СДРП голосовала за военные кредиты.
По инициативе СДП в том же году было создано Объединение сотрудничающих рабочих организаций, преобразованное в 1916 году в Революционный комитет, координировавший деятельность этой партии с синдикалистами и одной из анархистских групп. В 1917 внутри СДП была создана немецкая секция, объединившая членов «Союза Спартака», эмигрировавших из Германии.
Члены СДП не принимали участия в Циммервальдской конференции 1915 года, отвергнув её манифест как оппортунистический, но с 1916 года участвовала в работе Циммервальдской левой — международного объединения левого крыла социал-демократов-интернационалистов. В частности, Антон Паннекук участвовал в издании журнала «Vorbote» («Предвестник»), печатного органа циммервальдцев. В 1917 году левые социал-демократы поддержали Октябрьскую революцию. В. И. Ленин в тот период относил представителей голландской партии «…к лучшим революционным и интернационалистским элементам международной социал-демократии», хотя вскоре их пути со многими из них разойдутся.

### Курс на революцию и преобразование в компартию
В 1917 году СДП участвовала в парламентских выборах, однако не получила ни одного места. На выборах 1918 года партию поддерживает 31 тысяча (2,3 %) избирателей, и она получает 2 места во Второй палате Генеральных штатов, проведя туда Д. Вайнкопа и В. ван Равестейна. В парламенте СДП формирует революционную фракцию с участием одного депутата от Союза христианских социалистов (комбинировавшей марксизм и христианство) и одного от Социалистической партии (придерживавшейся революционного синдикализма и либертарного социализма). В 1919 году депутат от ЛХС (Вилли Крёйт) вступил в СДП, а депутат от Соцпартии (Харм Колтек) отошёл от сотрудничества и покинул революционную фракцию в парламенте.
В мае 1918 года левое крыло партии основало журнал De Internationale, объединяющий четыре оппозиционные группы в рамках СДП, с ячейками в Амстердаме, Роттердаме и Гааге, а также Союз левой пропаганды Циммервальда. Эта группа не поддерживала парламентаризм большинства.
Революционные события в России и Германии вызвали подъем рабочего движения в Нидерландах в ноябре 1918, известный как «Красная неделя». На этом фоне Социал-демократическая партия была переименована в Коммунистическую партию Голландии, которая в апреле 1919 присоединилась к Коминтерну.